# The Trouble With Love Is
Singles de Kelly Clarkson
Low
(2003) Breakaway
(2004)
Pistes de Thankful
Miss Independent
The Trouble With love Is est le quatrième single issu du premier album de la chanteuse américaine Kelly Clarkson, Thankful, sorti en 2003.
La chanson a été coécrite par Kelly Clarkson aidée par Carl Sturken et Evan Rogers, qui sont également les producteurs du single.
Les paroles de la chanson expliquent que l'amour peut être merveilleux mais qu'il y a toujours des problèmes avec celui-ci.
Kelly Clarkson voulait que You Thought Wrong soit le 4e single, mais son label refusa sa demande à la suite des médiocres performances de Low dans les charts, puisque The Trouble With Love Is est du même style que Low. Cependant, contrairement à ce que pensait son label, la chanson eu un très bref succès, passant presque inaperçue aux États-Unis. 
Au Royaume-Uni, la chanson était vendue avec Low.
La chanson accompagne le générique de fin du film Love Actually sorti en 2003.

## Performances dans les hits-parades
| Chart (2003)                                  | Meilleure position |
| --------------------------------------------- | ------------------ |
| Australian ARIA Singles Chart                 | 11                 |
| Dutch Top 40                                  | 32                 |
| German Singles Chart                          | 42                 |
| U.S. Billboard Bubbling Under Hot 100 Singles | 1                  |
| U.S. Billboard Top 40 Tracks                  | 36                 |
| U.S. Billboard Adult Top 40                   | 21                 |
| UK Singles Chart                              | 35                 |

## Certifications
| Pays      | Certification |
| --------- | ------------- |
| Australie | Or            |